# Lázaro Iriarte
Lázaro Iriarte (Aspurz, 31 de julio de 1913 - 1989) fue un sacerdote capuchino, especialista en historia y espiritualidad franciscana.
Vistió el hábito capuchino en 1931. Cursó la carrera eclesiástica en Fuenterrabía y Pamplona. Durante la guerra civil española prestó servicio de sanidad en el hospital de Lecároz (Navarra). Recibió la ordenación sacerdotal en 1939 y enseguida marchó a Roma para estudiar historia eclesiástica en la Universidad Gregoriana (1939-1942), en la que hizo el doctorado.
A continuación lo destinaron a la docencia en su teologado de Pamplona (1942-1963); además fue maestro de novicios. De 1965 a 1970 fue rector del Colegio Internacional San Lorenzo de Brindis, en Roma. En 1970 fue elegido Definidor general de su Orden por un sexenio, y nombrado profesor del Antonianum. A partir de 1976 fue Asistente General de las Clarisas Capuchinas y de los Institutos agregados a la Orden. Trabajó en la renovación de las Constituciones Generales de los capuchinos. En 1984 fue nombrado Consultor de la Congregación para la causas de los santos. Fue miembro de academias y sociedades del campo de la historia franciscana.

## Obras
Junto a esos y otros cargos, hay que subrayar su intensa actividad docente como profesor, sobre todo, de Historia Eclesiástica, Historia de la Orden, Espiritualidad Franciscana, Espiritualidad de Santa Clara de Asís, Formación Franciscana, etc. Dictó seminarios en los centros de estudio, dio muchos cursillos y conferencias también fuera de los ámbitos académicos, y fueron numerosas las tandas de ejercicios espirituales que dirigió. Sus campos de apostolado estuvieron en Italia, España y América Latina, y algún otro país. Los públicos a los que se dirigía eran los religiosos en general, y en particular los jóvenes capuchinos en período de formación, las clarisas capuchinas, los Institutos femeninos franciscanos. Junto a todo ello, fue asesor en capítulos generales y provinciales de Institutos franciscanos y en la renovación de las Constituciones.
De entre sus escritos destacan:
- Vocación Franciscana, Valencia 1989;
- Letra y espíritu de la Regla de santa Clara, Valencia 1975 y 1994;
- Historia Franciscana, Valencia 1979.